# Mandahla Rose
Pour les articles homonymes, voir Rose.
Mandahla Rose est une actrice australienne.

## Biographie
En 2015, Mandahla Rose tient le rôle principal du film lesbien All About E.

## Filmographie
- 2009 : Priya (court métrage) : Priya
- 2010 : Oranges and Sunshine : l'infirmière
- 2011 : Isis (court métrage) : Isis
- 2012 : Shadow Valley (court métrage) : Maya
- 2013 : Wastelander Panda (série télévisée) : Rose
- 2013 : Wolf Creek 2 : Georgia
- 2013 : Pale Blue Dot (court métrage) : Franciose
- 2015 : All About E : E
- 2015 : A Month of Sundays : PA jeune
- 2015 : Bruise (court métrage)
- 2016 : LDE (La Douleur Exquise) (court métrage télévisé) : Sasha Austin
- 2017 : August in the City (court métrage) : Clementine